# Exarcado patriarcal de Patmos
El santo patriarcal exarcado de Patmos (en griego: Ιερά Πατριαρχική Εξαρχία Πάτμου) es una jurisdicción eclesiástica de la Iglesia ortodoxa perteneciente al patriarcado de Constantinopla. Tiene su sede en la isla de Patmos, una isla del grupo del Dodecaneso en Grecia. 

## Territorio
El exarcado patriarcal de Patmos se encuentra en la periferia de Egeo Meridional, en donde comprende las islas de Patmos, Lipsí, Agatonisi, Levita, Arkoi, Kinaros y Farmakonisi. Separado por el mar Egeo, limita al norte con el metropolitanato de Samos (administrado por la Iglesia ortodoxa de Grecia); al este con el metropolitanato de Anea; al sur con el metropolitanato de Leros, Kálimnos y Astipalea; y al oeste con el metropolitanato de Paronaxia (de la Iglesia ortodoxa de Grecia).
El núcleo del exarcado es el santo monasterio estauropégico de San Juan el Teólogo en Patmos, cuyo abad administra también la Iglesia local de las islas como exarca patriarcal.
Además del monasterio de San Juan el Teólogo, existen 3 monasterios femeninos. Hacia 2012 había 25 monjes en el monasterio. El exarca tiene un vicario general.
Cuenta con 8 parroquias:
- San Jorge, en Agatonisi
- Transfiguración del Salvador, en Arkoi
- Anunciación de Theotokos, en Kampos, Patmos
- San Juan el Teólogo, en Lipsí
- San Juan el Precursor, en Scala, Patmos
- San Nicolás, en Scala, Patmos
- Panagia del cementerio, en Cora, Patmos
- Encuentro del Señor, en Cora, Patmos

## Historia
Durante el año 95 el emperador romano Domiciano ordenó una persecución contra los cristianos. El discípulo más joven de Jesucristo, Juan de Patmos, se vio obligado a abandonar Éfeso, en donde predicó, y encontró refugio en Patmos. Allí continuó su trabajo convirtiendo a muchos residentes al cristianismo. Durante los aproximadamente dos años que permaneció en Patmos, la tradición cristiana afirma que el Apocalipsis fue revelado por el Espíritu Santo a Juan dentro de la gruta del Apocalipsis. En septiembre de 96 el emperador Domiciano fue asesinado y su sucesor, Nerva, revocó todos sus decretos, lo que permitió a Juan regresar a Éfeso. Durante los primeros siglos Patmos era parte del metropolitanato de Rodas. 
En el siglo IV un templo dedicado a Artemisa fue demolido y se construyó una iglesia real cristiana primitiva en su lugar. El historiador Orlando informa que entre los siglos VIII y X esta basílica fue destruida y debido a su incapacidad para reconstruirla, se construyó un nadir dedicado a Juan el Teólogo.
En el siglo XI Cristódulos de Patmos, líder de la gran comunidad monástica del monte Letonia, se vio obligado a abandonar el monte debido a las invasiones árabes. Para entonces Patmos quedó deshabitada. En abril de 1088 el emperador Alejo I Comneno dictó un edicto creando un monasterio autónomo en Patmos, incluyendo las cercanas islas de Lipsí, Hornos, Arkoi, Agatonisi y Levita. Entonces comenzó la construcción del monasterio de San Juan y se estableció la primera hermandad de monjes, junto con los trabajadores involucrados en su erección. Cristódulos instituyó una jornada laboral de cinco días, atendiendo las necesidades espirituales y sociales de los laicos, permitiendo a los trabajadores pasar el fin de semana con sus familias. Las incursiones piratas obligaron al santo a abandonar Patmos, quien murió el 16 de marzo de 1096 en Eubea. Alrededor de 1100, los discípulos y seguidores de su trabajo transportaron sus restos a Patmos.
En 1132 el emperador Juan II Comneno otorgó plena autonomía al monasterio, haciéndolo responsable solo ante el patriarcado de Constantinopla. Durante los siguientes dos siglos, la isla sufrió ataques, más por parte de occidentales latinos que por parte de musulmanes. Después de la toma de Constantinopla por los cruzados en 1204, los monjes se vieron obligados a buscar la ayuda del papa para proteger el monasterio. Así, en 1207 cuando Patmos pasó a los venecianos, se emitió una bula papal con disciplinas para el monasterio, que logró mantenerse bajo protección del Imperio de Nicea.
Durante el siglo XIII, por razones de protección mutua, el asentamiento de los trabajadores se trasladó a la colina alrededor del monasterio, estableciendo así la autoridad para la creación del asentamiento de Chora. Después de la conquista de Rodas y un área más amplia por la Orden de San Juan de Jerusalén en 1309, la situación fue muy difícil para el monasterio, que cayó también en su poder en 1310. Los monjes debieron exiliarse y se nombró obispos latinos en Patmos. La expansión otomana en las cercanías de Asia Menor provocó la rivalidad entre los venecianos en Creta y los Caballeros de San Juan en Rodas, rivalidad que hizo a Patmos una zona peligrosa y, hasta 1390, la población secular se vio obligada a pasar a Creta para escapar.
Después de la caída de Constantinopla y más específicamente en agosto de 1454, el sultán Mehmed II emitió un decreto que confirmó la mayoría de los privilegios otorgados al monasterio por los emperadores bizantinos. Con el dominio de los caballeros de Malta sobre los otomanos en 1480, Patmos quedó bajo la protección de los caballeros.
Finalmente, en 1537 Patmos reconoció la soberanía otomana y el monasterio volvió a la jurisdicción del patriarca de Constantinopla permitiéndose el regreso de los monjes griegos. Su dominio en el mar Mediterráneo oriental provocó un período de paz que permitió que el monasterio prosperara. Los trabajadores regresaron a la isla y pronto desarrollaron una importante actividad comercial. Se cree que fue en el siglo XVI que el sistema de conventos del monasterio cambió a uno peculiar, permitiendo a los monjes vivir y trabajar individualmente. Alrededor de ese tiempo, además del gran monasterio de San Juan, se comenzaron a establecer y operar conventos de mujeres. Primero, el santo monasterio de los Santos fue fundado a fines del siglo XVI. Luego, en 1607, el santo monasterio de Zoodochos Pigi fue fundado por el abad del gran monasterio Parthenio Pogostas.
La prosperidad de Patmos resultó gravemente herida en 1659, cuando, durante la 5ª guerra veneciana-turca, el almirante veneciano Morosini atacó la isla causando grandes daños al asentamiento de Chora, pero dejando el gran monasterio casi intacto. La isla tardó unos 40 años en recuperarse después de ese ataque.
En 1713 Macarios Kalogeras, un hieromonje del patriarca que había sido enviado a estudiar a la escuela del Fanar, decidió regresar a su tierra natal y establecer la Escuela Patmia, una de las instituciones educativas más importantes de su tiempo, que graduó a las comunidades griegas en toda Europa, estimulando el helenismo y la ortodoxia. En 1715 el patriarcado ecuménico otorgó al abad del monasterio de San Juan el privilegio de exarca patriarcal, permitiéndole administrar la Iglesia local como obispo en nombre del patriarca ecuménico.
El comerciante de Patmos, Emmanuel Xanthos, fue uno de los fundadores de la Filikí Etería y el ejemplo más conocido de la participación de Patmos en la guerra de independencia de Grecia. Pero él no era el único. El pueblo de Patmos participó moral y materialmente en la Revolución, pero el Tratado de Constantinopla en 1832 dejó a Patmos bajo el control otomano desde el 9 de julio de 1832. Los años que siguieron fueron años de decadencia y pobreza. Los habitantes de Patmos comenzaron a emigrar, la escuela Patmia fue abandonada y el monasterio se estaba desvaneciendo.
Cuando Italia ocupó el Dodecaneso el 30 de abril de 1912, los isleños los vieron como libertadores. Pero sus esperanzas pronto se desvanecieron. Después del surgimiento del fascismo en Italia, los nuevos conquistadores siguieron una política de islas capitalistas. Una de sus medidas más extremas fue prohibir la enseñanza del griego. En todo el Dodecaneso, el clero de la Iglesia ortodoxa griega ofreció un trabajo espiritual y nacional inmenso, reviviendo la escuela secreta. Utilizando el pretexto del catecismo, a los niños se les enseñó el idioma griego a través de los textos sagrados de la Iglesia. En Patmos, este trabajo fue realizado por el antiguo abad del gran monasterio, Amphilochios Makris, ya que en 1937 fundó el monasterio de mujeres de la Anunciación, que sirvió como escuela secreta. En 1918 Fourni Korseon y las islas adyacentes, que estaban bajo ocupación griega, fueron transferidas desde el exarcado patriarcal de Patmos al metropolitanato de Samos.
La ocupación alemana duró desde noviembre de 1943 hasta el 9 de mayo de 1945 y el país experimentó una completa miseria económica. Después de un período de dominio británico, el Dodecaneso pasó a Grecia el 31 de marzo de 1947 y se incorporó oficialmente al Estado griego el 7 de marzo de 1948. 
A partir de 1947 comenzó una nueva era. La escuela Patmia reabrió sus puertas y comenzó un período de reconstrucción. En 1981 una ley griega reconoció un estatus especial a las islas del exarcado. Del 22 al 26 de septiembre de 1995 en la Santa Cueva de la Revelación, hubo eventos ortodoxos con la participación de todos los patriarcas ortodoxos. En 1999 el santo monasterio de San Juan el Teólogo, la Cueva Sagrada de la Revelación y el asentamiento de Patmos fueron incluidos oficialmente en la lista del Patrimonio Mundial de la UNESCO. Desde el 24 de enero de 2000 el monasterio de San Juan regresó al sistema parroquial, aplicando una decisión anterior del patriarcado ecuménico a pedido de la hermandad de los monjes.
El santo monasterio de Patmos está completamente reorganizado. Cuenta con una biblioteca y museo, laboratorios de imagen y manuscritos, investigaciones y nuevas ediciones. Al mismo tiempo, además de la Escuela Eclesiástica Patmia, tiene bajo sus auspicios instituciones como el Centro de Atención Familiar y el Centro de Cultura e Información Ortodoxa.

## Exarcas patriarcales
- Metodio (Kalogeras) † (1715-1718 y 1731)
- Calínico (Papageorgios) † (1718-1721)
- Atanasio I (Cotis) † (1722-1724 y 1728-1729)
- Ignacio (Simos) † (1725-1727, 1729-1731 y 1732-1734)
- Teofilacto (Grimanis) † (1734-1737)
- Neófito (Fasolas) † (1738-1740)
- Nectario I † (1741-1742)
- Joaquín † (1753-1748)
- Partenio I (Sigalas) † (1748-1750)
- Cristóforo (Salirmos) † (1752-1757, 1758-1762 y 1763-1765)
- Germán (Pangalos) † (1757 y 1770-1774)
- Josafat I (Kalogeras) † (1762-1763, 1774-1790 y 1797-1799)
- Partenio II (Germanos) † (1765-1766 y 1768-1770)
- Jacobo I (Grimanis) † (1767)
- Gabriel (Pankostas) † (1790-1791)
- Simeón I (Mandis) † (1791-1793)
- Partenio III (Khazakos) † (1793-1794 y 1796-1797)
- Atanasio II (Metalas) † (1794-1796)
- Macario I (Lungas) † (1797 y 1804)
- Macario II (Paleólogo) † (1800-1801)
- Partenio IV (Ampruzis) † (1801-1804)
- Gerásimo (Mavrodis) † (1804-1806)
- Gregorio I (Adeletis) † (1806-1808)
- Jacobo II (Kefalianos) † (1808-1813)
- Jacobo III (Maligiannis) † (1813-1818, 1820-1823 y 1825-1827)
- Benjamín I (Grimanis) † (1818-1820, 1827-1831 y 1834-1849)
- Daniel I (paleólogo) † (1820, 1823-1824)
- Gregorio II (Pitilos) † (1824-1825 y 1831-1834)
- Daniel II (Sychnis) † (1849-1863 y 1865-1867)
- Partenio V (Kalligas) † (1863-1865 y 1867-1870)
- Gregorio III (Papadopoulos) † (1870-1874 y 1876-1878)
- Hilarión (Galanis) † (1874-1876)
- Santiago IV (Pantelakis) † (1878-1880, 1884-1886, 1892-1894 y 1896-1898)
- Josafat II † (1880-1882)
- Constantino (Glavaridis) † (1882-1884 y 1888-1890)
- Benjamín II (Meligiannis) † (1886-1888 y 1890-1892)
- Nectario II (Ioannidis) † (1894-1896)
- Melecio I (Kotsanis) † (1898-1899)
- Teófanes I (Skopelitis) † (1899-1901)
- Paisio (Ferentinos) † (1901-1903 y 1917-1918)
- Agatángelo (Vaticas) † (1903-1907, 1911-1915 y 1918-1922)
- Gregorio IV (Pteris) † (1909-1911 y 1915-1917)
- Gregorio V (Genis) † (1922-1930)
- Jeremías I (Wallas) † (1930-1932)
- Teófanes II (Cricris) † (1933)
- Amfiloquio I (Makris) † (1935-1937)
- Epifanio (Kalogiannis) † (1937-1943)
- Nicodemo (Kanakis) † (1943-1945)
- Simeón II (Revitis) † (1946-1951)
- Melecio II (Margiolos) † (1951-1957)
- Jeremías II (Vastas) † (1957-1961)
- Pablo (Nikitaras) † (1961-1963)
- Teodorito (Fournis) † (1963-1975)
- Isidoro (Cricris) † (1975-1981)
- Teodorito (Fournis) † (1981-1986)
- Isidoro (Cricris) † (1986-1997)
- Amfiloquio (Camicis) † (1997-2000)
- Antipas (Nikitaras) (desde 2000)